# Шафаржова, Луция
Луция Шафаржова (чеш. Lucie Šafářová; родилась 4 февраля 1987 года в Брно, Чехословакия) — чешская профессиональная теннисистка; финалистка одного турнира Большого шлема в одиночном разряде (Открытый чемпионат Франции-2015); полуфиналистка одного турнира Большого шлема в одиночном разряде (Уимблдон-2014); победительница 22 турниров WTA (из них семь в одиночном разряде); победительница пяти турниров Большого шлема в парном разряде (Открытый чемпионат Австралии-2015, 2017, Открытый чемпионат Франции-2015, 2017, Открытый чемпионат США-2016); бронзовый призёр Олимпийских игр 2016 года в парном разряде; бывшая первая ракетка мира в парном разряде; бывшая пятая в одиночном разряде; пятикратная обладательница Кубка Федерации (2011-12, 2014-15, 2018) в составе национальной сборной Чехии.

## Общая информация
Луция — одна из двух дочерей Милан Шафаржа и Яны Шафаржовой; её сестру зовут Вероника — в своё время она также пробовала себя в профессиональном туре.
Луция начала заниматься теннисом в три года, её первым тренером был отец. Благодаря относительно высокому росту она обладает мощной крученой подачей, которая является грозным оружием в её руках. На задней линии чешка предпочитает использовать топ-спины (крученые удары с верхним вращением). Луция прекрасно перемещается по корту и чаще всего сразу пытается захватить инициативу в розыгрыше. Любимым покрытием чешки является грунт.
Длительное время Луция встречалась со своим соотечественником Томашем Бердыхом. Сейчас состоит в отношениях с хоккеистом Томашем Плеканцом. 19 декабря 2019 года у пары родилась дочь Леонтина.

## Спортивная карьера

### Начало карьеры

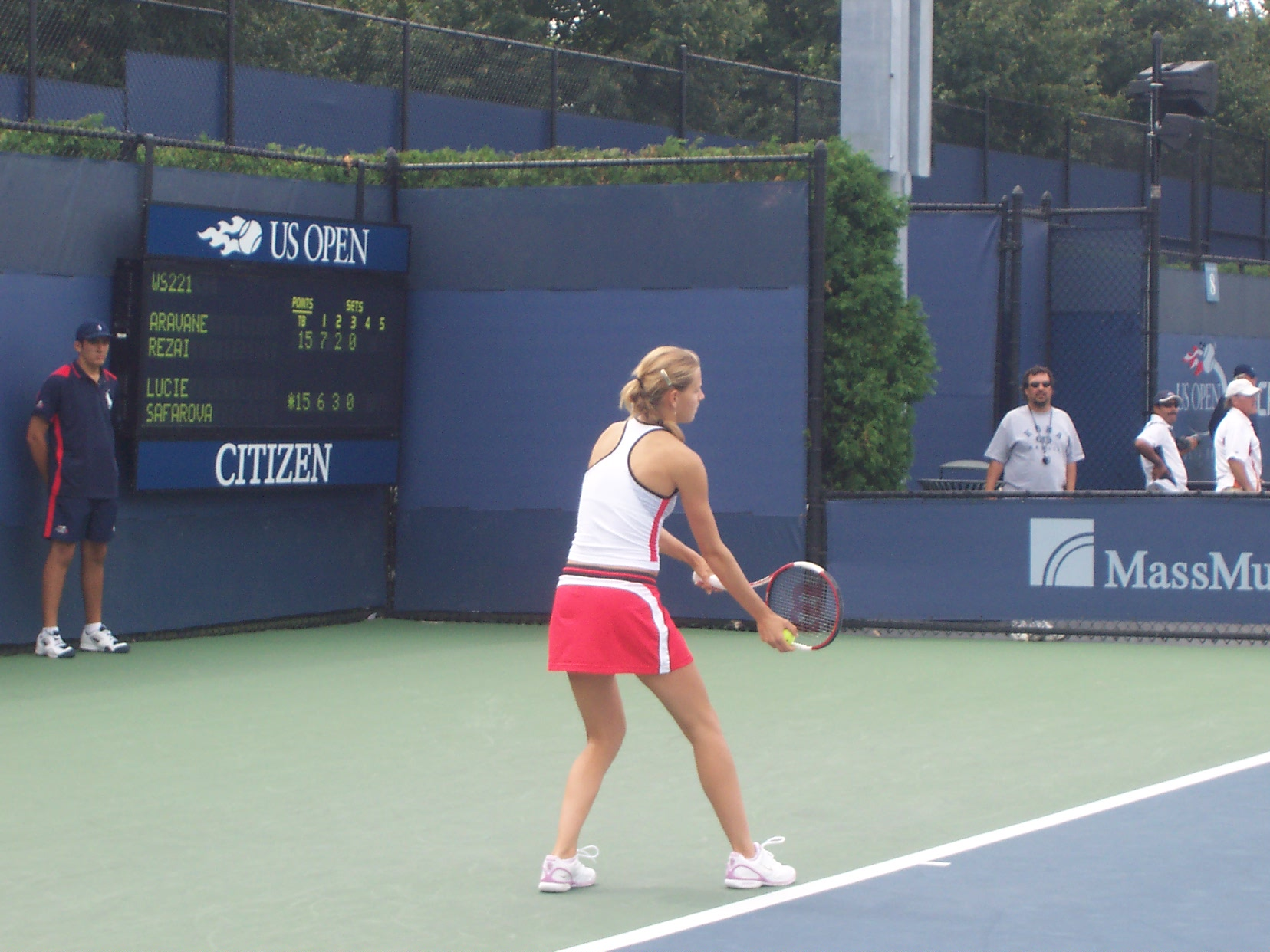
Открытый чемпионат США. 2006 год.

Шафаржова с юных лет показывала себя незаурядной теннисисткой. Первый крупный юниорский успех пришёл к ней в конце декабря 2001 года, когда она вместе с соотечественницей Петрой Цетковской выиграла турнир G1 в Марокко. На следующий год были добыты ещё несколько полуфиналов, финалов и титулов на турнирах этой же категории в обоих разрядах, был добыт финал на турнире GA в Осаке. В 2003 году чешка пыталась добиться каких-либо крупных результатов на соревнованиях Большого шлема, но, в итоге, ей удалось лишь дойти до финала юниорского чемпионата Европы в одиночном разряде. Параллельно росту результатов в юниорском теннисе, Шафаржова стала постепенно играть турниры среди взрослых. Первые успехи на этом уровне пришли во второй половине 2003-го — чешка добыла несколько полуфиналов на 25-тысячниках из цикла ITF, а в конце года вышла в свой первый финал — на 10-тысячнике в Валашске-Мезиржичи, уступив в нём Сибиль Баммер. Через год чешка ещё прибавила в стабильности: были выиграны первые профессиональные титулы (два 25-тысячника), постепенно подымаясь по рейтингу Луция получила к концу года право сыграть в квалификации на взрослый турнир турнир серии Большого шлема: в США. В этом же году Луция дебютировала в Кубке Федерации.
В 2005 году чешка продолжила подниматься по рейтингу. В январе она дебютировала в основной сетке турнира в рамках WTA-тура, сыграв в Окленде. В конце апреля она выиграла свой первый трофей WTA: на турнире в Оэйраш Луция стартовала с квалификации и обыграв одну соперницу за другой завоёвывала свой первый титул на подобном уровне. В двух последних матчах она обыграна Хиселу Дулко и Ли На. Несколько недель спустя чешка впервые сыграла в основе турнира Большого шлема, пройдя квалификацию на Ролан Гаррос. Следом Шафаржова выиграла 75-тысячник ITF в Простеёве и дошла до финала турнира WTA в Хертогенбосе. Эта серия успехов подняла чешку на 60-е место в рейтинге. Во второй половине сезона чешка выигрывает свой второй турнир WTA — в Форест-Хилсе и дошла до полуфинала на 75-тысячнике в Пуатье. За этот сезон 18-летней Луции удалось отыграть в рейтинге более сотни позиций и завершить год 50-й ракеткой мира.
Прошлогодний импульс результатов не ослаб и в начале 2006 года: чешка победила в своём дебютном турнире года в Голд-Косте, попутно обыграв тогдашнюю седьмую ракетку мира Патти Шнидер. В дальнейшем этот результат развить не удалось: до апреля Луция ни разу не выигрывала более одного матча за турнир. Небольшой подъём произошёл во время грунтовой части сезона — Шафаржова вышла в полуфинал в Амелия-Айленде и дошла до третьего круга турнира в Чарлстоне (оба раза её остановила Надежда Петрова). Небольшой подъём сменился очередным спадом: лишь в июле Шафаржова вновь выдала следующую удачную серию матчей, дойдя до полуфинала в Палермо. До конца года особых всплесков более не происходило и она завершила год на 41-й позиции.

### 2007—2009

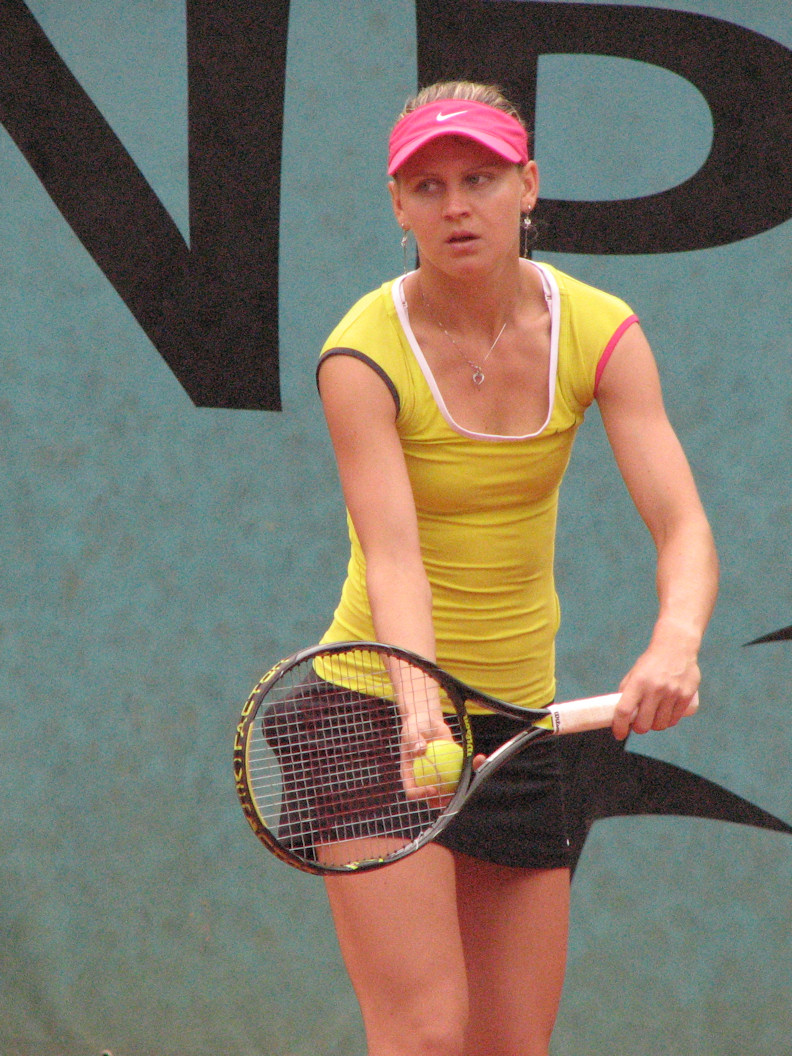
Шафаржова на Ролан Гаррос 2009 года

Следующий 2007 год прошёл более стабильно: Луция выдала сверхудачную серию на турнирах Большого шлема, добыв четвертьфинал в Австралии, а на других соревнованиях серии дойдя до стадий третьего и четвёртого раундов. Для выхода в 1/4 в Австралии Шафаржовой пришлось обыграть № 3 в мире Амели Моресмо. В феврале нужно выделить выступление чешки на турнире 2-й категории в Париже, где Луция добралась до финала, обыграв по ходу трёх игроков из тогдашней топ-10 рейтинга (в том числе вторую ракетку мира Жюстин Энен). В матче за титул ей вновь не удалось переиграть Надежду Петрову — 6-4, 1-6, 4-6. В начале мая она сумела выйти в полуфинал турнира в Оэйраше. На Ролан Гаррос в третьем раунде Шафаржова вновь смогла победить лидера французского тенниса Амели Моресмо. Вторая часть сезона прошла без выходов в решающие стадии и чешская спортсменка завершила сезон на 24-м месте женского рейтинга.
2008 год прошёл без крупных успехов. Первого четвертьфинала в сезоне она достигла в июне на турнире в Барселоне. Шафаржова отобралась на Олимпийские игры, где прошла пару кругов в одиночках и проиграла на старте в парном разряде. В августе был во второй раз выигран разминочный перед Открытым чемпионатом США турнир в Форест-Хилс. В этом сезоне появились первые взрослые успехи в парном разряде: чешка дошла до своих первых финалов — в августе на турнире WTA в Стокгольме, а в октябре на победном для себя 100-тысячнике ITF в Пуатье (оба раза вместе с Петрой Цетковской).
В 2009 году чешка вернулась в топ-40. Сезон она начала с четвертьфинала в Брисбене. На Открытом чемпионате Австралии она единственный раз в сезоне добралась до третьего раунда Большого шлема. В парном разряде в Австралии ей удалось впервые пробиться в третий круг турнира Большого шлема (совместно с Галиной Воскобоевой). С февраля по апрель Шафаржова трижды выходила в четвертьфинал на небольших турнирах WTA. В августе ей удалось доиграть до четвертьфинала турнира категории Премьер 5 в Торонто (обыграв в том числе 11-ю ракетку мира Ану Иванович). В сентябре Луция сыграла в финале турнира в Квебеке, проиграв в нём Мелинде Цинк. До конца сезона она ещё один раз вышла в четвертьфинал на зальном турнире в Линце.

### 2010—2012
В 2010 году чешка время от времени выходила на свой пиковый уровень: в феврале она вновь дошла до финала соревнований в Париже, обыграв по ходу трёх игроков топ-25 и уступив в матче за титул Елене Дементьевой — 7-6(5), 1-6, 4-6. Следующий всплеск пришёлся на грунтовой сезон: в Штутгарте Луция обыграла вторую ракетку мира Каролину Возняцки (6-4, 6-4), выйдя в 1/4 финала. Затем она отметилась четвертьфиналом и полуфиналом на крупных соревнованиях Премьер-серии в Риме и Мадриде. После этого Шафаржова вернулась в топ-30 рейтинга. Однако успех в дальнейшем развить не удалось — до конца года успехи Шафаржовой ограничились полуфиналами на не самых престижных соревнованиях в Бостаде и Квебеке.
В следующем сезоне Луция закрепляется на подступах к топ-30. В марте 2011 года она сыграла в финале турнира в Куала-Лумпуре, в котором проиграла Елене Докич со счётом 6-2, 6-7(9), 4-6. В мае она смогла пройти в четвертьфинал Премьер-турнира высшей категории в Мадриде. В июне Шафаржова сыграла второй финал в сезоне, пройдя в решающий матч турнира в Копенгагене (поражение от Каролины Возняцки — 1-6, 4-6). В августе был добыт ещё один четвертьфинал на представительном турнире в Торонто. Лучшими результатами осени стали два полуфинала на турнирах в Линце и Москве. В этом же году Луция в составе своей национальной сборной стала обладательницей Кубка Федерации (выиграв, при этом, лишь один из четырёх своих матчей). За сезон были одержаны ещё четыре победы над игроками топ-10 (дважды — в Дохе и Москве — обыграна Агнешка Радваньская). В парном разряде чешка во второй раз в карьере вышла в третий круг турнира Большого шлема (во Франции вместе с Михаэллой Крайчек).
2012 год проходил схожим образом: Луция стабилизировала результаты и постепенно подбиралась к топ-20. В феврале был добыт четвертьфинал соревнований в Дохе (во втором раунде ещё раз обыграна Каролина Возняцки). В марте во время североамериканской серии, Шафаржова сыграла в четвёртом круге соревнований в Индиан-Уэллсе, а в апреле вышла в финал турнира в Чарлстоне. В титульном матче она не смогла навязать борьбу Серене Уильямс (0-6, 1-6), зато в парном разряде, также достигнув финала в дуэте с Анастасией Павлюченковой, смогла взять свой первый титул в парах в основном туре. Во время грунтового сезона Шафаржова выиграла домашний 100-тысячник из цикла ITF в Праге. Травяной сезон прошёл без особых успехов. Летом на Олимпийских играх в Лондоне Луция проиграла на старте одиночного и парного турнира. На старте US Open Series чешка пробилась в полуфинал крупного турнира в Монреале, переиграв Роберту Винчи и Саманту Стосур. На следующие несколько месяцев Луция вновь ушла в тень, не добиваясь особых результатов, но к ноябрьским матчам Кубка Федерации она смогла выйти на пик формы и принесла своей команде два решающих очка за счёт побед в одиночных матчах, позволивших команде Петра Палы второй год завоевать этот трофей. В парном разряде в этом сезоне временами неплохо проявлял себя дуэт с Анастасией Павлюченковой: кроме победы в Чарлстоне, девушки вышли в четвертьфинал соревнований в Майами; дважды была обыграна пара Саня Мирза / Елена Веснина и ещё раз — пара Лизель Хубер / Лиза Реймонд (американки в тот момент возглавляли парную классификацию).

### 2013—2014 (полуфинал на Уимблдоне)

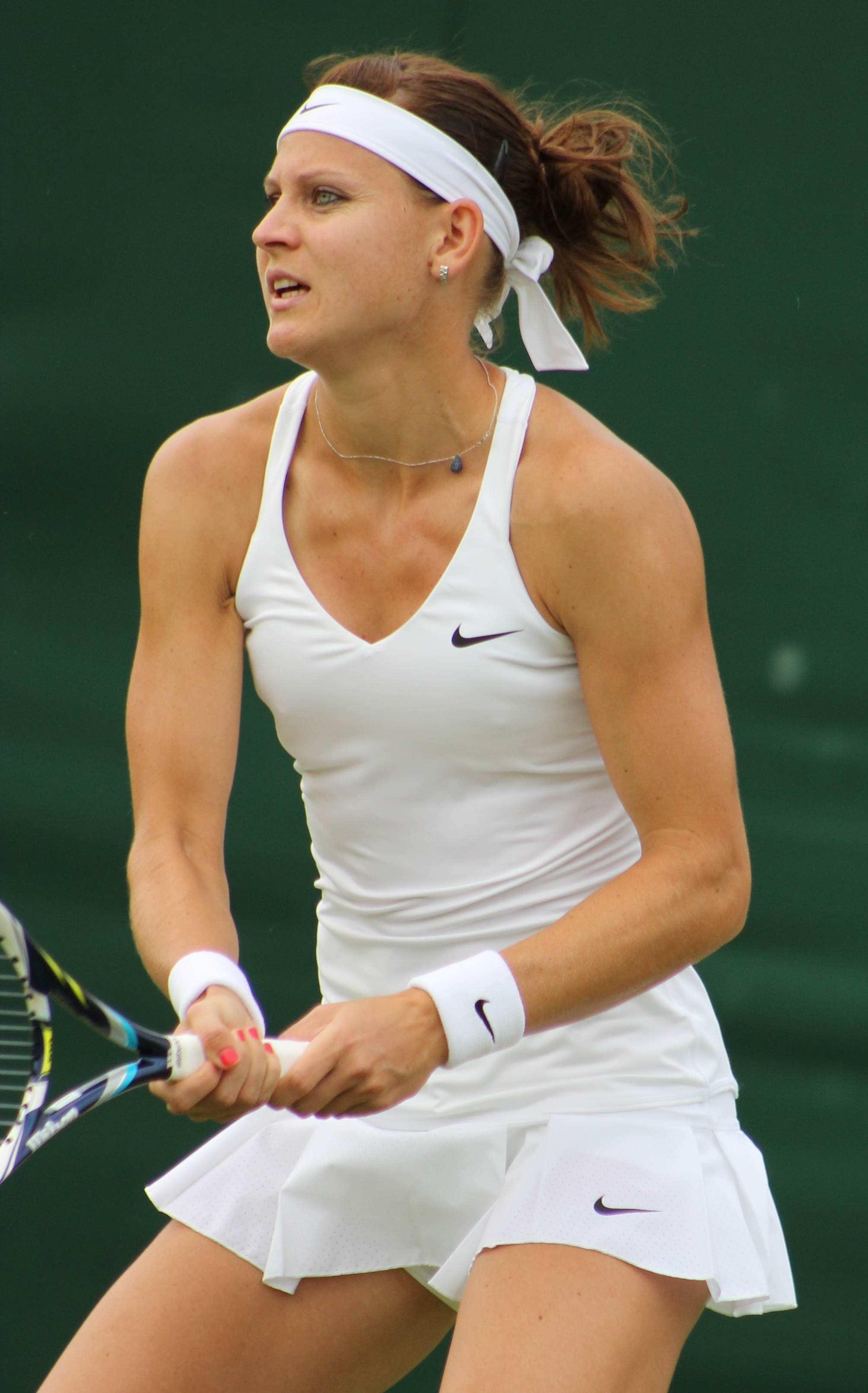
Шафаржова на Уимблдоне 2014 года

Сезон-2013 в одиночном разряде подтвердил не слишком удачную серию конца прошлого сезона: не слишком частые удачные турниры сменялись достаточно длинными проигрышными сериями. В феврале она вышла в четвертьфинал турнира в Париже. Следующего раз в 1/4 финала она вышла в апреле в Чарлстоне. Общий неудачный ход не позволил Луции по ходу сезона остаться в топ-20. В мае удачно прошла защита титула на домашнем 100-тысячнике из цикла ITF в Праге. В июне Шафаржова на некоторое время вновь улучшила результаты, добившись полуфинала в Нюрнберге и вышла в четвертьфинал на траве в Истборне. Летняя грунтово-хардовая серия принесла лишь один выигранный матч, но к сентябрю Луция смогла выйти из кризисного периода и сначала выиграла свой первый за пять лет титул на соревнованиях ассоциации (в канадском Квебеке), а затем добилась двух четвертьфиналов на крупных турнирах в Токио и Пекине. Удачный отрезок на финише сезона позволил чешке сохранить место в топ-30 классификации в конце года.
При неудачах в одиночном разряде, улучшись результаты Шафаржовой в парных турнирах: альянс с Анастасией Павлюченковой позволил добиться четвертьфинала на Открытом чемпионате Австралии и Открытом чемпионате Франции, а также выиграть крупный турнир в Мадриде. Удачно сложились попытки сыграть с другими теннисистками: вместе с Андреа Главачковой был добыт четвертьфинал приза в Дохе, а с Кристиной Младенович — титул в Чарлстоне. Благодаря этой серии результатов Шафаржова к середине мая поднимается на 22-ю строчку парного рейтинга.
В 2014 году Луция продолжила активно играть парные состязания — основной напарницей теперь была Главачкова, но и без неё время от времени удавалось добиться неплохих результатов: в январе чешка выиграла турнир в Сиднее вместе с Тимеей Бабош, попутно переиграв альянсы Пешке / Среботник и Эррани / Винчи. Первый же совместный турнир Большого шлема с Главачковой — Открытый чемпионат Австралии — принёс четвертьфинал, в равной борьбе проигранный альянсу Веснина / Макарова. В дальнейшем альянс с Андреей не смог похвастаться должной продуктивностью и с травяного сезона пути чешек разошлись, Луция до конца года сыграла несколько турниров с Анастасией Павлюченковой, добившись наиболее значимого успеха на Уимблдоне, где их альянс пробился в четвертьфинал, попутно переиграв альянс Кара Блэк / Саня Мирза.
Одиночный сезон-2014 вновь был проведён не слишком стабильно — Шафаржова могла в одном конкретном матче долгое время играть не хуже кого-нибудь из лидеров рейтинга, но, в итоге, проигрывала игру, при этом соперник добирался до финала или брал титул: подобным образом прошли игры с Ли На на австралийском турнире Большого шлема и с Марией Шараповой на штутгартском соревновании регулярного тура. Попытки играть более слабые призы протура не приносили больших успехов, а визит на домашний 100-тысячник в Праге и вовсе обернулся поражением от соперницы из четвёртой сотни классификации. За первую половину сезона лучшими достижениями Шафаржовой стали четвертьфиналы в Сиднее (в январе) и Чарлстоне (в апреле), а также выход в четвёртый раунд на Ролан Гаррос. Летом Луция успешно выступила на Уимблдонском турнире. Она впервые в карьере смогла выйти в полуфинал Большого шлема. Этот результат позволил чешской теннисистке вернуть себе место в топ-20. На Открытом чемпионате США она смогла доиграть до четвёртого раунда. В осенней части сезона лучших результатов она добилась на турнирах в Токио (четвертьфинал) и Москве (полуфинал). В конце года Шафаржовой удалось помочь сборной выиграть очередной трофей Кубка Федерации, записав на свой счёт одну из трёх побед в финале с немками.

### 2015—2016 (финал на Ролан Гаррос и три Больших шлема в парах)
Сезон 2015 в одиночном разряде начался для Шафаржовой с поражений в одиночном разряде и громкому успеху в парах. На Открытом чемпионате Австралии она сыграла в партнёрстве с американкой Бетани Маттек-Сандс это сотрудничество принесло успех. Маттек-Сандс и Шафаржова с ходу смогли выиграть турнир серии Большого шлема, переиграв на пути к чемпионскому титулу пять сеяных пар и в финале Чжань Юнжань и Чжэн Цзе. В феврале Луция отметилась четвертьфиналами в Антверпене и Дубае, а затем выиграла турнир в Дохе, переиграв в финале Викторию Азаренко со счётом 6-4, 6-3. В марте-апреле Шафаржова вновь заметно сбавила в одиночных результатах, а в парах дуэт Маттек-Сандс / Шафаржова выиграл на турнире в Штутгарте, которой проводился в апреле на грунтовых кортах. В мае Шафаржова добилась выхода в четвертьфинал на крупном турнире в Мадриде в одиночном разряде и полуфиналом в парах с Маттек-Сандс.
Выступление на Открытом чемпионате Франции 2015 года стало самым успешным в карьере чешской теннисистки. Она смогла пробиться в финал сразу и в одиночном и парном разрядах. В единственном в карьере финале Большого шлема в одиночках Шафаржова проиграла знаменитой американке Серене Уильямс. В парном разряде альянс с Маттек-Сандс смог выиграть второй подряд титул на турнирах Большого шлема. Двойной успех на парижских кортах позволил Шафаржовой впервые в карьере и одновременно войти в топ-10 обоих рейтингов. В одиночках она поднялась на 7-ю строчку, а в парах на 5-ю позицию.
| Стадия  | Соперница (посев)      | Рейтинг | Счёт           |
| 1 раунд | Анастасия Павлюченкова | 39      | 7-6(6) 7-6(9)  |
| 2 раунд | Куруми Нара            | 55      | 6-2 6-0        |
| 3 раунд | Сабина Лисицки (20)    | 19      | 6-3 7-6(2)     |
| 4 раунд | Мария Шарапова (2)     | 2       | 7-6(3) 6-4     |
| 1/4     | Гарбинье Мугуруса (21) | 20      | 7-6(3) 6-3     |
| 1/2     | Ана Иванович (7)       | 7       | 7-5 7-5        |
| Финал   | Серена Уильямс (1)     | 1       | 3-6 7-6(2) 2-6 |

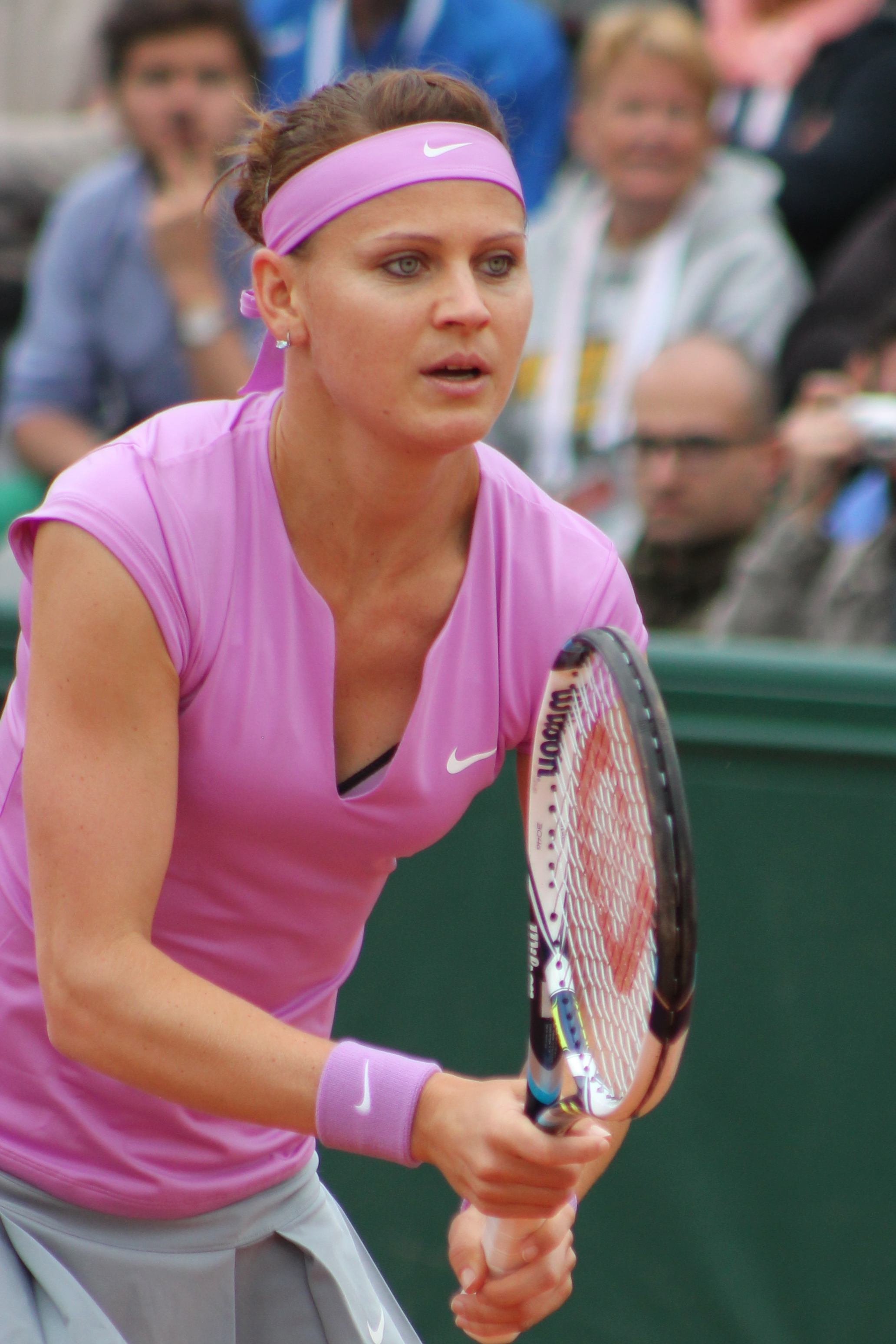
Шафаржова на Ролан Гаррос 2015 года

После грандиозного успеха на кортах Парижа Луция показывала стабильную игру на последующих турнирах. На Уимблдоне она доиграла до четвёртого раунда в одиночном разряде, а в парах (с Маттек-Сандс) прошла в четвертьфинал. В августе Маттек-Сандс и Шафаржова выиграли совместный титул парного розыгрыша турнира в Торонто. На турнире Премьер 5 в Цинциннати Луция сыграла в четвертьфинале. Затем ей удалось выйти в финал турнира в Нью-Хейвене, в котором она проиграла соотечественнице Петре Квитовой — 7-6(6), 2-6, 2-6. В сентябре Шафаржова достигла самого высокого в своей карьере — 5-го места в одиночном рейтинге. Осенью результаты чешки упали. В конце сезона она впервые сыграла на Итоговом чемпионате WTA сразу в двух разрядах. В одиночках и парах (с  Маттек-Сандс) Луция выиграла по одному матчу и проиграла по два, не сумев выйти из групп. По итогам самого успешного сезона в карьере Шафаржова заняла 9-е место в одиночном и 4-е место в парном рейтинге. В концовке сезона сборная Чехии в очередной раз выиграла Кубок Федерации, и хоть Шафаржова не играла в финале, она внесла свой вклад в этот успех в полуфинале с француженками.
После великолепного для себя прошлого сезона в 2016 году произошёл спад в игре Шафаржовой. В большой степени это затронуло выступления в одиночном разряде, так как в парном она сохранила игру на прошлогоднем уровне. Старт сезона она пропустила из-за болезни и первый матч сыграла в конце февраля. В марте в дуэте с Маттек-Сандс она выиграла парный приз престижного турнира в Майами. Весной Шафаржова смогла выиграть седьмой одиночный титул WTA на домашнем турнире в Праге. В финале она переиграла австралийку Саманту Стосур — 3-6, 6-1, 6-4. После прошлогоднего финала Ролан Гаррос Шафаржова не смогла повторить своё достижение, проиграв в третьем раунде всё той же Стосур. Это привело к серьезной потери рейтинговых очков и вылета из топ-20. На Уимблдоне оне сыграла немного лучше и прошла в четвёртый раунд.
Летом чешская теннисистка сыграла на третей для себя Олимпиаде, которая состоялась в Рио-де-Жанейро. В одиночном разряде она выбыла уже во втором раунде, а в парном разряде смогла добиться бронзовой медали, сыграв в тандеме с Барборой Стрыцовой. После Олимпиады её ждал ещё один триумф. Маттек-Сандс и Шафаржова смогли выиграть парный титул Большого шлема на Открытом чемпионате США. Таким образом их дуэту для того, чтобы выиграть в парах «карьерный Большой шлем» (победить на всех четырёх шлемах в разные года) не хватало только победы на Уимблдоне. Осенью Маттек-Сандс и Шафаржова выиграли ещё два совместных титулах в парном разряде — на турнирах в Ухане и Пекине. В завершении сезона они сыграли на Итоговом турнире, где дошли до финала, но проиграли олимпийским чемпионкам Рио-де-Жанейро Елене Весниной и Екатерине Макаровой — 6-7(5), 3-6.

### 2017—2019 (два Больших шлема и № 1 в парах; завершение карьеры)

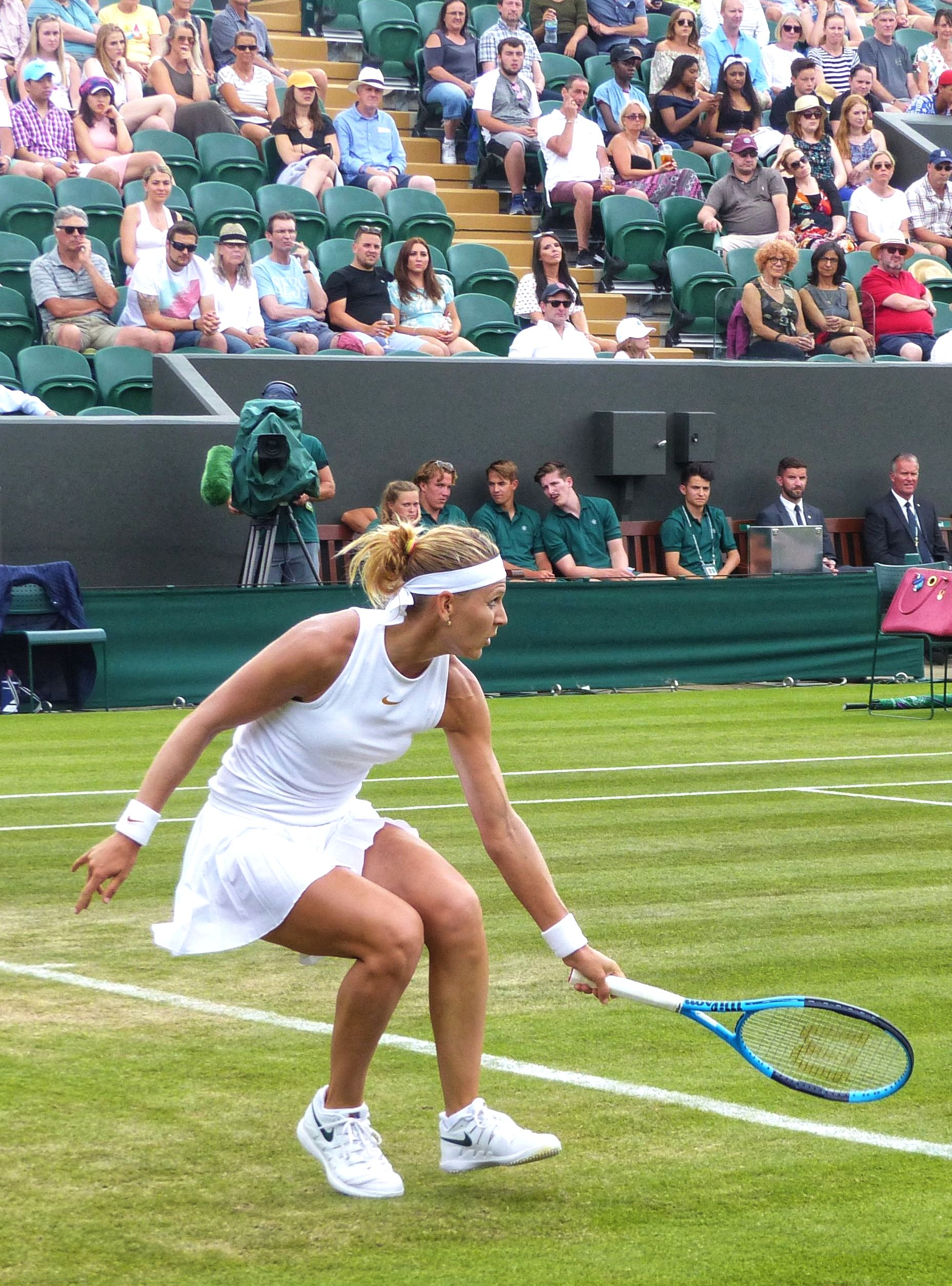
Шафаржова на Уимблдоне 2018 года

В 2017 году Шафаржова вновь великолепно играла в матчах в парном разряде в альянсе с Бетани Маттек-Сандс. На Открытом чемпионате Австралии они взяли уже четвёртый совместный титул Большого шлема. После этой победы Шафаржова разом смогла подняться на вторую строчку парного рейтинга. В одиночном разряде в феврале Луция доиграла до полуфинала турнира в Тайбэе, а затем прошла в финал в Будапеште, проиграв в нём венгерке Тимее Бабош — 7-6(4), 4-6, 3-6. В марте чешка смогла оформить выход в четвертьфинал на крупном турнире в Майами. В грунтовой части сезона Луция не отметилась достижениями в одиночном разряде, зато в парном разряде сыграла успешно. В апреле пара Маттек-Сандс и Шафаржова победила на турнире в Чарлстоне. На Открытом чемпионате Франции они также смогли победить, взяв третий подряд Большой шлем.
В июне 2017 года Шафаржова смогла выйти в полуфинал турниров в Ноттингеме и Бирмингеме. На Уимблдоне Маттек-Сандс и Шафаржова могли оформить «некалендарный Большой шлем», выиграв все четыре соревнования серии подряд. Но добиться этого было не суждено, из-за серьезной травмы Бетани, полученной в одиночном матче, пара была вынуждена сняться с турнира во втором раунде. В августе Шафаржова обогнала свою партнёршу в рейтинге и впервые стала первой ракеткой мира среди парных теннисисток. На вершине она провела 6 недель. В одиночном разряде Шафаржова сумела выйти в четвертьфинал в Торонто. На Открытом чемпионате США она доиграла до четвёртого раунда, а в парном разряде, сыграв в дуэте со Стрыцовой, смогла пройти в полуфинал. Осенью Луция провела только один турнир в Квебеке, на котором достигла полуфинала.
На Открытом чемпионате Австралии 2018  года в одиночном разряде Луция Шафаржова не смогла преодолеть барьер третьего круга, а в паре со Стрыцовой доиграла до четвертьфинала. Далее чешская теннисистка не могла похвастаться сильными результатами. Лишь в июне она вышла в четвертьфинал в одиночках и финал в парах небольшого турнира на Мальорке. На Уимблдоне ровно через года воссоединилась её пара с Маттек-Сандс после травмы американки. Теннисистки добрались до четвертьфинала тех соревнований, а в одиночном разряде чешка доиграла до третьего раунда.
В ноябре 2018 году Шафаржова заявила, что завершает карьеру. Последним турниром для неё должен был стать Открытый чемпионат Австралии 2019 года, однако его она пропустила и попрощалась с болельщиками на счастливом для себя корте Открытого чемпионата Франции.

### 2023—н.в. (возвращение в теннис)
В октябре 2023 года сыграла матч на турнире W25 в Реймсе. 
В 2024 году продолжила выступления, в основном проводя матчи в парном разряде, и появилась в списке официально возобновивших карьеру теннисистов.

## Итоговое место в рейтинге WTA по годам
| Год  | Одиночный рейтинг | Парный рейтинг |
| 2018 | 106               | 51             |
| 2017 | 30                | 6              |
| 2016 | 64                | 7              |
| 2015 | 9                 | 4              |
| 2014 | 17                | 29             |
| 2013 | 29                | 18             |
| 2012 | 17                | 59             |
| 2011 | 25                | 134            |
| 2010 | 33                | 149            |
| 2009 | 42                | 120            |
| 2008 | 65                | 91             |
| 2007 | 24                | 881            |
| 2006 | 41                | 785            |
| 2005 | 50                | 511            |
| 2004 | 185               | 456            |
| 2003 | 533               |                |

## Выступления на турнирах

### Финалы турниров Большого шлема в одиночном разряде (1)

#### Поражения (1)
| №  | Год  | Турнир                     | Покрытие | Соперница в финале | Счёт           |
| 1. | 2015 | Открытый чемпионат Франции | Грунт    | Серена Уильямс     | 3-6 7-6(2) 2-6 |

### Финалы турнировWTAв одиночном разряде (17)

#### Победы (7)
| Легенда: До 2009 года         | Легенда: С 2009 года    |
| ----------------------------- | ----------------------- |
| Турниры Большого шлема (0+5)* |                         |
| Олимпиада (0)                 |                         |
| Итоговый турнир WTA (0)       |                         |
| 1-я категория (0)             | Premier Mandatory (0+3) |
| 2-я категория (0)             | Premier 5 (0+2)         |
| 3-я категория (1)             | Premier (1+5)           |
| 4-я категория (3)             | International (2)       |
| 5-я категория (0)             | International (2)       |

| Титулы по покрытиям | Титулы по месту проведения матчей турнира |
| ------------------- | ----------------------------------------- |
| Хард (4+8)*         | Зал (1+1)                                 |
| Грунт (2+7)         | Зал (1+1)                                 |
| Трава (0)           | Открытый воздух (6+14)                    |
| Ковёр (1)           | Открытый воздух (6+14)                    |

* количество побед в одиночном разряде + количество побед в парном разряде.
| №  | Дата             | Турнир               | Покрытие    | Соперница в финале | Счёт           |
| 1. | 1 мая 2005       | Оэйраш, Португалия   | Грунт       | Ли На              | 6-7(4) 6-4 6-3 |
| 2. | 28 августа 2005  | Форест-Хилс, США     | Хард        | Саня Мирза         | 3-6 7-5 6-4    |
| 3. | 7 января 2006    | Голд-Кост, Австралия | Хард        | Флавия Пеннетта    | 6-3 6-4        |
| 4. | 23 августа 2008  | Форест-Хилс, США (2) | Хард        | Пэн Шуай           | 6-4 6-2        |
| 5. | 15 сентября 2013 | Квебек, Канада       | Ковёр (зал) | Марина Эракович    | 6-4 6-3        |
| 6. | 28 февраля 2015  | Доха, Катар          | Хард        | Виктория Азаренко  | 6-4 6-3        |
| 7. | 30 апреля 2016   | Прага, Чехия         | Грунт       | Саманта Стосур     | 3-6 6-1 6-4    |

#### Поражения (10)
| №   | Дата             | Турнир                     | Покрытие    | Соперница в финале | Счёт           |
| 1.  | 18 июня 2005     | Хертогенбос, Нидерланды    | Трава       | Клара Коукалова    | 6-3 2-6 2-6    |
| 2.  | 11 февраля 2007  | Париж, Франция             | Ковёр (зал) | Надежда Петрова    | 6-4 1-6 4-6    |
| 3.  | 20 сентября 2009 | Квебек, Канада             | Хард (зал)  | Мелинда Цинк       | 6-4 3-6 5-7    |
| 4.  | 14 февраля 2010  | Париж, Франция (2)         | Хард (зал)  | Елена Дементьева   | 7-6(5) 1-6 4-6 |
| 5.  | 6 марта 2011     | Куала-Лумпур, Малайзия     | Хард        | Елена Докич        | 6-2 6-7(9) 4-6 |
| 6.  | 12 июня 2011     | Копенгаген, Дания          | Хард (зал)  | Каролина Возняцки  | 1-6 4-6        |
| 7.  | 8 апреля 2012    | Чарлстон, США              | Грунт       | Серена Уильямс     | 0-6 1-6        |
| 8.  | 6 июня 2015      | Открытый чемпионат Франции | Грунт       | Серена Уильямс     | 3-6 7-6(2) 2-6 |
| 9.  | 29 августа 2015  | Нью-Хейвен, США            | Хард        | Петра Квитова      | 7-6(6) 2-6 2-6 |
| 10. | 26 февраля 2017  | Будапешт, Венгрия          | Хард (зал)  | Тимея Бабош        | 7-6(4) 4-6 3-6 |

### Финалы турнировITFв одиночном разряде (10)

#### Победы (7)
| Легенда:           |
| ------------------ |
| 100.000 USD (2+1)* |
| 75.000 USD (1)     |
| 50.000 USD (0)     |
| 25.000 USD (4)     |
| 10.000 USD (0)     |

| Титулы по покрытиям | Титулы по месту проведения матчей турнира |
| ------------------- | ----------------------------------------- |
| Хард (2+1)*         | Зал (2+1)                                 |
| Грунт (4)           | Зал (2+1)                                 |
| Трава (0)           | Открытый воздух (5)                       |
| Ковёр (1)           | Открытый воздух (5)                       |

* количество побед в одиночном разряде + количество побед в парном разряде.
| №  | Дата            | Турнир           | Покрытие    | Соперница в финале  | Счёт           |
| 1. | 1 февраля 2004  | Бергамо, Италия  | Ковёр (зал) | Ива Майоли          | 3-6 7-6(1) 6-1 |
| 2. | 27 июня 2004    | Бостад, Швеция   | Грунт       | Ленка Тварошкова    | 6-2 6-0        |
| 3. | 13 февраля 2005 | Каприоло, Италия | Хард (зал)  | Мервана Югич-Салкич | 6-4 6-1        |
| 4. | 27 марта 2005   | Реддинг, США     | Хард        | Ивана Лисяк         | 6-2 6-3        |
| 5. | 5 июня 2005     | Простеёв, Чехия  | Грунт       | Татьяна Гарбин      | 6-4 3-6 6-3    |
| 6. | 20 мая 2012     | Прага, Чехия     | Грунт       | Клара Закопалова    | 6-3 7-5        |
| 7. | 19 мая 2013     | Прага, Чехия     | Грунт       | Александра Каданцу  | 3-6 6-1 6-1    |

#### Поражения (3)
| №  | Дата            | Турнир                    | Покрытие   | Соперница в финале | Счёт       |
| 1. | 21 декабря 2003 | Валашске-Мезиржичи, Чехия | Хард (зал) | Сибиль Баммер      | 4-6 1-6    |
| 2. | 17 октября 2004 | Эшбёрн, США               | Хард       | Лора Гренвилл      | 4-6 2-6    |
| 3. | 19 декабря 2003 | Валашске-Мезиржичи, Чехия | Хард (зал) | Либуша Прушова     | 6-7(7) 4-6 |

### Финалы турниров Большого шлема в парном разряде (5)

#### Победы (5)
| №  | Год  | Турнир                           | Покрытие | Партнёрша           | Соперницы в финале                 | Счёт           |
| 1. | 2015 | Открытый чемпионат Австралии     | Хард     | Бетани Маттек-Сандс | Чжань Юнжань Чжэн Цзе              | 6-4 7-6(5)     |
| 2. | 2015 | Открытый чемпионат Франции       | Грунт    | Бетани Маттек-Сандс | Кейси Деллакква Ярослава Шведова   | 3-6 6-4 6-2    |
| 3. | 2016 | Открытый чемпионат США           | Хард     | Бетани Маттек-Сандс | Каролин Гарсия Кристина Младенович | 2-6 7-6(5) 6-4 |
| 4. | 2017 | Открытый чемпионат Австралии (2) | Хард     | Бетани Маттек-Сандс | Андреа Главачкова Пэн Шуай         | 6-7(4) 6-3 6-3 |
| 5. | 2017 | Открытый чемпионат Франции (2)   | Грунт    | Бетани Маттек-Сандс | Эшли Барти Кейси Деллакква         | 6-2 6-1        |

### Финалы Итогового турнираWTAв парном разряде (1)

#### Поражения (1)
| №  | Год  | Место    | Покрытие   | Партнёрша           | Соперницы в финале               | Счёт       |
| 1. | 2016 | Сингапур | Хард (зал) | Бетани Маттек-Сандс | Елена Веснина Екатерина Макарова | 6-7(5) 3-6 |

### Финалы турнировWTAв парном разряде (21)

#### Победы (15)
| №   | Дата             | Турнир                           | Покрытие    | Партнёрша              | Соперницы в финале                       | Счёт           |
| 1.  | 8 апреля 2012    | Чарлстон, США                    | Грунт       | Анастасия Павлюченкова | Анабель Медина Гарригес Ярослава Шведова | 5-7 6-4 [10-6] |
| 2.  | 7 апреля 2013    | Чарльстон, США (2)               | Грунт       | Кристина Младенович    | Андреа Главачкова Лизель Хубер           | 6-3 7-6(6)     |
| 3.  | 11 мая 2013      | Мадрид, Испания                  | Грунт       | Анастасия Павлюченкова | Кара Блэк Марина Эракович                | 6-2 6-4        |
| 4.  | 10 января 2014   | Сидней, Австралия                | Хард        | Тимея Бабош            | Роберта Винчи Сара Эррани                | 7-5 3-6 [10-7] |
| 5.  | 31 января 2015   | Открытый чемпионат Австралии     | Хард        | Бетани Маттек-Сандс    | Чжань Юнжань Чжэн Цзе                    | 6-4 7-6(5)     |
| 6.  | 26 апреля 2015   | Штутгарт, Германия               | Грунт (зал) | Бетани Маттек-Сандс    | Каролин Гарсия Катарина Среботник        | 6-4 6-3        |
| 7.  | 7 июня 2015      | Открытый чемпионат Франции       | Грунт       | Бетани Маттек-Сандс    | Кейси Деллакква Ярослава Шведова         | 3-6 6-4 6-2    |
| 8.  | 16 августа 2015  | Торонто, Канада                  | Хард        | Бетани Маттек-Сандс    | Каролин Гарсия Катарина Среботник        | 6-1 6-2        |
| 9.  | 3 апреля 2016    | Майами, США                      | Хард        | Бетани Маттек-Сандс    | Тимея Бабош Ярослава Шведова             | 6-3 6-4        |
| 10. | 11 сентября 2016 | Открытый чемпионат США           | Хард        | Бетани Маттек-Сандс    | Каролин Гарсия Кристина Младенович       | 2-6 7-6(5) 6-4 |
| 11. | 1 октября 2016   | Ухань, Китай                     | Хард        | Бетани Маттек-Сандс    | Саня Мирза Барбора Стрыцова              | 6-1 6-4        |
| 12. | 9 октября 2016   | Пекин, Китай                     | Хард        | Бетани Маттек-Сандс    | Каролин Гарсия Кристина Младенович       | 6-4 6-4        |
| 13. | 27 января 2017   | Открытый чемпионат Австралии (2) | Хард        | Бетани Маттек-Сандс    | Андреа Главачкова Пэн Шуай               | 6-7(4) 6-3 6-3 |
| 14. | 9 апреля 2017    | Чарлстон, США (3)                | Грунт       | Бетани Маттек-Сандс    | Луция Градецкая Катерина Синякова        | 6-1 4-6 [10-7] |
| 15. | 11 июня 2017     | Открытый чемпионат Франции (2)   | Грунт       | Бетани Маттек-Сандс    | Эшли Барти Кейси Деллакква               | 6-2 6-1        |

#### Поражения (6)
| №  | Дата            | Турнир             | Покрытие    | Партнёрша              | Соперницы в финале                        | Счёт           |
| 1. | 3 августа 2008  | Стокгольм, Швеция  | Хард        | Петра Цетковская       | Ивета Бенешова Барбора Заглавова-Стрыцова | 5-7 4-6        |
| 2. | 10 апреля 2016  | Чарлстон, США      | Грунт       | Бетани Маттек-Сандс    | Каролин Гарсия Кристина Младенович        | 2-6 5-7        |
| 3. | 30 октября 2016 | Финал тура WTA     | Хард (зал)  | Бетани Маттек-Сандс    | Елена Веснина Екатерина Макарова          | 6-7(5) 3-6     |
| 4. | 24 июня 2018    | Мальорка, Испания  | Трава       | Барбора Штефкова       | Андрея Клепач Мария Хосе Мартинес Санчес  | 1-6 6-3 [3-10] |
| 5. | 28 апреля 2019  | Штутгарт, Германия | Грунт (зал) | Анастасия Павлюченкова | Мона Бартель Анна-Лена Фридзам            | 6-2 3-6 [6-10] |
| 6. | 26 июля 2024    | Прага, Чехия       | Грунт       | Бетани Маттек-Сандс    | Барбора Крейчикова Катерина Синякова      | 3-6 3-6        |

### Финалы турнировITFв парном разряде (2)

#### Победы (1)
| №  | Дата            | Турнир          | Покрытие   | Партнёрша        | Соперницы в финале                   | Счёт    |
| 1. | 26 октября 2008 | Пуатье, Франция | Хард (зал) | Петра Цетковская | Акгуль Аманмурадова Моника Никулеску | 6-4 6-4 |

#### Поражения (1)
| №  | Дата        | Турнир       | Покрытие | Партнёрша         | Соперницы в финале               | Счёт    |
| 1. | 18 мая 2014 | Прага, Чехия | Грунт    | Андреа Главачкова | Луция Градецкая Михаэлла Крайчек | 3-6 2-6 |

### Финалы командных турниров (5)

#### Победы (5)
| №  | Год  | Турнир              | Команда                                                 | Соперник в финале                                          | Счёт |
| 1. | 2011 | Кубок Федерации     | Чехия П.Квитова, Л.Шафаржова, Л.Градецкая, К.Пешке      | Россия М.Кириленко, С.Кузнецова, А.Павлюченкова, Е.Веснина | 3-2  |
| 2. | 2012 | Кубок Федерации (2) | Чехия П.Квитова, Л.Шафаржова                            | Сербия А.Иванович, Е.Янкович                               | 3-1  |
| 3. | 2014 | Кубок Федерации (3) | Чехия П.Квитова, Л.Шафаржова, А.Главачкова, Л.Градецкая | Германия А.Петкович, А.Кербер, С.Лисицки, Ю.Гёргес         | 3-1  |
| 4. | 2015 | Кубок Федерации (4) | Чехия Не играла в финале                                | Россия А.Павлюченкова, М.Шарапова, Е.Веснина               | 3-2  |
| 5. | 2018 | Кубок Федерации (5) | Чехия Не играла в финале                                | США С.Кенин, Д.Коллинз, Н.Мелихар, А.Риск                  | 3-0  |

## История выступлений на турнирах
| Турнир                       | 2004  | 2005          | 2006          | 2007          | 2008  | 2009          | 2010          | 2011          | 2012  | 2013          | 2014          | 2015          | 2016  | 2017          | 2018          | Итог   | В/П за карьеру |
| ---------------------------- | ----- | ------------- | ------------- | ------------- | ----- | ------------- | ------------- | ------------- | ----- | ------------- | ------------- | ------------- | ----- | ------------- | ------------- | ------ | -------------- |
| Турниры Большого шлема       |       |               |               |               |       |               |               |               |       |               |               |               |       |               |               |        |                |
| Открытый чемпионат Австралии | -     | К             | 1Р            | 1/4           | 1Р    | 3Р            | 1Р            | 3Р            | 1Р    | 2Р            | 3Р            | 1Р            | -     | 2Р            | 3Р            | 0 / 12 | 14-12          |
| Открытый чемпионат Франции   | -     | 1Р            | 1Р            | 4Р            | 2Р    | 2Р            | 2Р            | 2Р            | 2Р    | 1Р            | 4Р            | Ф             | 3Р    | 1Р            | 2Р            | 0 / 14 | 20-14          |
| Уимблдонский турнир          | -     | 1Р            | -             | 3Р            | 1Р    | 1Р            | 1Р            | 2Р            | 1Р    | 2Р            | 1/2           | 4Р            | 4Р    | 2Р            | 3Р            | 0 / 13 | 18-13          |
| Открытый чемпионат США       | К     | 1Р            | 2Р            | 3Р            | 1Р    | 1Р            | 1Р            | 3Р            | 3Р    | 2Р            | 4Р            | 1Р            | 2Р    | 4Р            | 2Р            | 0 / 14 | 16-14          |
| Итог                         | 0 / 0 | 0 / 3         | 0 / 3         | 0 / 4         | 0 / 4 | 0 / 4         | 0 / 4         | 0 / 4         | 0 / 4 | 0 / 4         | 0 / 4         | 0 / 4         | 0 / 3 | 0 / 4         | 0 / 4         | 0 / 53 |                |
| В/П в сезоне                 | 0-0   | 0-3           | 1-3           | 11-4          | 1-4   | 3-4           | 1-4           | 6-4           | 3-4   | 3-4           | 13-4          | 9-4           | 6-3   | 5-4           | 6-4           |        | 68-53          |
| Олимпийские игры             |       |               |               |               |       |               |               |               |       |               |               |               |       |               |               |        |                |
| Летняя олимпиада             | -     | Не проводился | Не проводился | Не проводился | 3Р    | Не проводился | Не проводился | Не проводился | 1Р    | Не проводился | Не проводился | Не проводился | 2Р    | Не проводился | Не проводился | 0 / 3  | 3-3            |
| Итоговые турниры             |       |               |               |               |       |               |               |               |       |               |               |               |       |               |               |        |                |
| Итоговый турнир WTA          | -     | -             | -             | -             | -     | -             | -             | -             | -     | -             | -             | Группа        | -     | -             | -             | 0 / 1  | 1-2            |

К — проигрыш в квалификационном турнире.
| Турнир                       | 2005          | 2006          | 2007          | 2008  | 2009          | 2010          | 2011          | 2012  | 2013          | 2014          | 2015          | 2016  | 2017          | 2018          | 2019          | Итог   | В/П за карьеру |
| ---------------------------- | ------------- | ------------- | ------------- | ----- | ------------- | ------------- | ------------- | ----- | ------------- | ------------- | ------------- | ----- | ------------- | ------------- | ------------- | ------ | -------------- |
| Турниры Большого шлема       |               |               |               |       |               |               |               |       |               |               |               |       |               |               |               |        |                |
| Открытый чемпионат Австралии | -             | 1Р            | 1Р            | -     | 3Р            | 1Р            | 2Р            | 1Р    | 1/4           | 1/4           | П             | -     | П             | 1/4           | -             | 2 / 11 | 24-9           |
| Открытый чемпионат Франции   | -             | 1Р            | 1Р            | 1Р    | 2Р            | 2Р            | 3Р            | 1Р    | 1/4           | 1Р            | П             | 1Р    | П             | 2Р            | 1Р            | 2 / 14 | 20-12          |
| Уимблдонский турнир          | 1Р            | -             | 1Р            | 1Р    | 1Р            | 2Р            | 1Р            | 1Р    | 1Р            | 1/4           | 1/4           | 1Р    | 2Р            | 1/4           | -             | 0 / 13 | 11-13          |
| Открытый чемпионат США       | 1Р            | 1Р            | 1Р            | 2Р    | 1Р            | 2Р            | 1Р            | 1Р    | 3Р            | 2Р            | -             | П     | 1/2           | 2Р            | -             | 1 / 13 | 16-12          |
| Итог                         | 0 / 2         | 0 / 3         | 0 / 4         | 0 / 3 | 0 / 4         | 0 / 4         | 0 / 4         | 0 / 4 | 0 / 4         | 0 / 4         | 2 / 3         | 1 / 3 | 2 / 4         | 0 / 4         | 0 / 1         | 5 / 51 |                |
| В/П в сезоне                 | 0-2           | 0-3           | 0-4           | 1-3   | 3-4           | 3-4           | 3-4           | 0-4   | 8-4           | 7-4           | 15-1          | 6-2   | 17-1          | 8-4           | 0-1           |        | 71-46          |
| Итоговые турниры             |               |               |               |       |               |               |               |       |               |               |               |       |               |               |               |        |                |
| Итоговый турнир WTA          | -             | -             | -             | -     | -             | -             | -             | -     | -             | -             | Группа        | Ф     | -             | -             | -             | 0 / 2  | 3-3            |
| Олимпийские игры             |               |               |               |       |               |               |               |       |               |               |               |       |               |               |               |        |                |
| Летняя олимпиада             | Не проводился | Не проводился | Не проводился | 1Р    | Не проводился | Не проводился | Не проводился | 1Р    | Не проводился | Не проводился | Не проводился | III   | Не проводился | Не проводился | Не проводился | 0 / 3  | 4-3            |

## История результатов матчей на выигранных турнирах Большого шлема (с Бетани Маттек-Сандс)
Открытый чемпионат Австралии-2015
| Стадия  | Соперницы (посев)                     | Рейтинг | Счёт           |
| 1 раунд | Татьяна Мария Йоана Ралука Олару (PR) | 95 / 54 | 6-3 6-2        |
| 2 раунд | Тимея Бабош Кристина Младенович (10)  | 21 / 18 | 4-6 7-6(2) 6-4 |
| 3 раунд | Каролин Гарсия Катарина Среботник (7) | 24 / 11 | 3-6 6-2 6-2    |
| 1/4     | Елена Веснина Екатерина Макарова (3)  | 7 / 7   | 7-6(5) 4-6 6-2 |
| 1/2     | Юлия Гёргес Анна-Лена Грёнефельд (16) | 40 / 33 | 6-0 — отказ    |
| Финал   | Чжань Юнжань Чжэн Цзе (14)            | 34 / 30 | 6-4 7-6(5)     |

Открытый чемпионат Франции-2015
| Стадия  | Соперницы (посев)                     | Рейтинг   | Счёт        |
| 1 раунд | Ирина Рамьялизон Констанс Сибиль (WC) | 269 / 367 | 6-1 7-6(1)  |
| 2 раунд | Варвара Лепченко Чжэн Сайсай          | 194 / 87  | 6-3 6-2     |
| 3 раунд | Белинда Бенчич Катерина Синякова      | 139 / 59  | 6-4 6-3     |
| 1/4     | Саня Мирза Мартина Хингис (1)         | 1 / 2     | 7-5 6-2     |
| 1/2     | Андреа Главачкова Луция Градецкая (9) | 17 / 28   | 6-2 5-7 6-4 |
| Финал   | Кейси Деллакква Ярослава Шведова (12) | 24 / 34   | 3-6 6-4 6-2 |

Открытый чемпионат США-2016
| Стадия  | Соперницы (посев)                      | Рейтинг  | Счёт           |
| 1 раунд | Сюко Аояма Макото Ниномия              | 58 / 80  | 6-4 6-2        |
| 2 раунд | Лара Арруабаррена Ольга Савчук         | 41 / 57  | 6-4 6-1        |
| 3 раунд | Юлия Гёргес Каролина Плишкова (8)      | 14 / 12  | 2-6 7-5 6-3    |
| 1/4     | Эйжа Мухаммад Тейлор Таунсенд (WC)     | 72 / 105 | 6-1 6-2        |
| 1/2     | Елена Веснина Екатерина Макарова (5)   | 6 / 13   | 6-2 7-6(4)     |
| Финал   | Каролин Гарсия Кристина Младенович (1) | 3 / 4    | 2-6 7-6(5) 6-4 |

Открытый чемпионат Австралии-2017
| Стадия  | Соперницы (посев)                  | Рейтинг  | Счёт           |
| 1 раунд | Николь Гиббс Чжуан Цзяжун          | 149 / 47 | 6-1 7-5        |
| 2 раунд | Кирстен Флипкенс Сара Эррани       | 79 / 44  | Без игры       |
| 3 раунд | Тимея Бабош Анастасия Павлюченкова | 10 / 75  | 6-3 6-4        |
| 1/4     | Ракель Атаво Сюй Ифань (11)        | 21 / 22  | 6-1 6-1        |
| 1/2     | Мию Като Эри Ходзуми               | 54 / 51  | 6-2 4-6 6-4    |
| Финал   | Андреа Главачкова Пэн Шуай (12)    | 9 / 41   | 6-7(4) 6-3 6-3 |

Открытый чемпионат Франции-2017
| Стадия  | Соперницы (посев)                           | Рейтинг    | Счёт           |
| 1 раунд | Ализе Корне Элизе Мертенс                   | 172 / 74   | 6-1 6-2        |
| 2 раунд | Александра Крунич Айла Томлянович (PR)      | 50 / 1 117 | 6-7(3) 6-4 6-4 |
| 3 раунд | Светлана Кузнецова Кристина Младенович (14) | 59 / 5     | 6-4 6-2        |
| 1/4     | Франческа Скьявоне Кирстен Флипкенс         | - / 70     | 6-2 6-4        |
| 1/2     | Мартина Хингис Чжань Юнжань (3)             | 6 / 9      | 6-4 6-2        |
| Финал   | Эшли Барти Кейси Деллакква                  | 68 / 71    | 6-2 6-1        |